# China Lady
China Lady é uma canção de heavy metal gravada por Accept.